# Ndubuisi Eze
Ndubuisi Eze (Nigéria, 10 de maio de 1984) é um atacante do futebol nigeriano que atualmente joga pelo Ismaily. Já atuou em alguns jogos pela Nigéria.
Eze fez relativo sucesso jogando pelo Al-Hilal da Arabia Saudita.